# نيمانيا ميلوشيفيتش
نيمانيا ميلوشيفيتش هو لاعب كرة قدم صربي في مركز الوسط، ولد في 18 أغسطس 1996 في ليسكوفاتس في صربيا. لعب مع نادي ياغودينا.

## وصلات خارجية
- نيمانيا ميلوشيفيتش على موقع قاعدة بيانات كرة القدم.إي يو (الإنجليزية)
- نيمانيا ميلوشيفيتش على موقع Soccerway.com (الإنجليزية)